# Margaret Curtis
Pour les articles homonymes, voir Curtis.
Margaret Curtis (8 octobre 1883 - 24 décembre 1965) est une golfeuse et joueuse de tennis américaine du début du XXe siècle. 

## Biographie
Née près de Manchester-by-the-Sea (Massachusetts) d'un père colonel dans la cavalerie de l'Armée de l'Union, Margaret Curtis est la cadette d'une famille de dix enfants.
Très tôt, elle s'initie au golf avec sa sœur Harriot ; toutes deux intègrent rapidement la Women's Golf Association of Massachusetts, première association de golf féminin créée aux États-Unis (en 1900).
En 1897, à treize ans et dès sa première participation, Margaret Curtis termine quatrième de l'United States Women's Amateur Golf Championship. Après plusieurs années de repos forcé, pour raisons de santé, elle décroche le titre en 1907 face à sa sœur en finale, performance qu'elle réédite en 1911 et 1912.
Championne au golf, elle a également été une joueuse de tennis émérite, remportant l'US Women's National Championship en double dames aux côtés d'Evelyn Sears en 1908.
Après des études d'assistante sociale à Boston, elle se rend à Paris pendant la Première Guerre mondiale et s'engage à la Croix-Rouge : pendant trois ans, elle y dirige le bureau des réfugiés.
En 1958, elle se voit remettre le Bob Jones Award, plus haute distinction accordée par l'United States Golf Association. 
Margaret Curtis est décédée en 1965, à l'âge de quatre-vingt-deux ans.

## Palmarès (partiel)

### Titre en double dames
| No | Date       | Nom et lieu du tournoi                 | Catégorie | Surface      | Partenaire   | Finalistes                  | Score         |          |
| -- | ---------- | -------------------------------------- | --------- | ------------ | ------------ | --------------------------- | ------------- | -------- |
| 1  | 22-06-1908 | US National Championships Philadelphie | G. Chelem | Gazon (ext.) | Evelyn Sears | Carrie Neely Miriam Steever | 6-3, 5-7, 9-7 | Parcours |

## Parcours en Grand Chelem (partiel)
Si l’expression « Grand Chelem » désigne classiquement les quatre tournois les plus importants de l’histoire du tennis, elle n'est utilisée pour la première fois qu'en 1933, et n'acquiert la plénitude de son sens que peu à peu à partir des années 1950.

### En double dames
| Année | - | - | Championnat de France | Championnat de France | Wimbledon | Wimbledon | US National           | US National             |
| 1908  | - | - | -                     | -                     | -         | -         | Victoire Evelyn Sears | Carrie Neely M. Steever |

Sous le résultat, la partenaire ; à droite, l’ultime équipe adverse.